# All About My Wife
All About My Wife (en hangul, 내 아내의 모든 것; RR: Nae anaeui modeun geot) es una película surcoreana de 2012, una comedia romántica coreana dirigida por Min Kyu-dong, sobre un tímido marido que contrata a un donjuan para que seduzca a  su mujer, aparentemente perfecta pero temible para aquel, esperando que esto le facilitará el divorcio. Es una versión de la película argentina de 2008 Un novio para mi mujer. Está protagonizada por Im Soo-jung, Lee Sol-kyun y Ryu Seung-ryong, y se estrenó el 17 de mayo de 2012.
Según su director Min Kyu-dong, «la película intenta transmitir el mensaje de que la falta de comunicación resulta en un matrimonio trágico. Supongo que la mayoría de los miembros de la audiencia que atraviesan dificultades de comunicación en sus matrimonios podrían identificarse fácilmente con los personajes de la película».

## Argumento
Después de siete años de matrimonio, el apacible Doo-hyun (Lee Sun-kyun) está desesperado: Jung-in (Im Soo-jung), su esposa, lo está volviendo loco con sus interminables quejas y exigencias. Ni siquiera se atreve a pedir el divorcio debido a las peleas que seguirán. Cuando la empresa de Doo-hyun lo transfiere fuera de la ciudad, parece que su sueño de escapar se está haciendo realidad. Pero, para su horror, Jung-in lo sorprende al mudarse al otro lado del país para estar con él.
Exasperado, pero con demasiado miedo como para pedir el divorcio, Doo-hyun recluta a su vecino de al lado, el legendario donjuan Sung-ki (Ryu Seung-ryong), para seducir a su esposa y hacer que ella lo deje primero. Sung-ki está intrigado por el desafío y acepta resueltamente seducir a Jung-in como el final de su carrera. Mientras tanto, para darle algo que hacer, Doo-hyun se las ha ingeniado para que Jung-in consiga un trabajo como presentadora de un programa en una emisora de radio local, donde habla de las injusticias de la vida. Fiel a su reputación, Sung-ki finalmente logra captar la atención de Jung-in, y los dos poco a poco se sienten mutuamente atraídos. Pero Doo-hyun empieza a arrepentirse de su decisión y decide espiar a su esposa y su amante. Empieza a sentir de nuevo algo por su esposa  y la quiere de vuelta. Pero Jung-in se siente atraída por Sung-ki y no puede tomar una decisión. Mientras tanto, Doo-hyun le pide a Sung-ki que deje de seducir a su esposa, pero este le amenaza con revelarle a ella que Doo-hyun lo reclutó si se interpone entre ambos. El final de la película trata sobre quién gana el corazón de Jung-in.

## Reparto
- Im Soo-jung como Yeon Jung-in.[9][10][11]
- Lee Sun-kyun como  Lee Doo-hyun.[12][13]
- Ryu Seung-ryong como Jang Sung-ki.[14]
- Lee Kwang-soo como PD Choi, presentador de radio.
- Kim Ji-young como Song, guionista de radio.
- Kim Jung-tae como Park Kwang-shik, colega de Doo-hyun.
- Lee Sung-min como Director de la empresa Na, jefe de Doo-hyun.
- Kim Do-young como la esposa de Na.
- Jung Sung-hwa como repartidor de periódicos.
- Lee Dal-hyeong como el capitán en la comisaría de policía.
- Park Hee-von como mujer policía en la comisaría.
- Jo Han-cheol como el funcionario público en la corte de divorcios.
- Nam Myung-ryul como el juez del tribunal de divorcios.
- Lee Do-ah como empleado de la empresa Pyeongchang.
- Kim Sun-ha como camarera en la tienda de fideos.
- Lee Jin-hee como esposa en la fiesta en el jardín.[15]

## Taquilla
Con 594 195 entradas vendidas durante el fin de semana de estreno del 18 al 20 de mayo, el debut de la película causó sensación en la taquilla local, compitiendo con las películas de Hollywood The Avengers y Hombres de negro III. Después continuó su impresionante carrera comercial, con más de cuatro millones y medio de entradas vendidas en total.

## Premios y nominaciones
| Año  | Premio                          | Categoría                 | Candidato                  | Resultado | Ref.          |
| ---- | ------------------------------- | ------------------------- | -------------------------- | --------- | ------------- |
| 2012 | 21st Buil Film Awards           | Mejor actriz              | Im Soo-jung                | Nominada  |               |
| 2012 | 21st Buil Film Awards           | Mejor actor de reparto    | Ryu Seung-ryong            | Nominado  |               |
| 2012 | 21st Buil Film Awards           | Mejor guion               | Min Kyu-dong, Heo Sung-hye | Nominados |               |
| 2012 | 49th Grand Bell Awards          | Mejor actriz              | Im Soo-jung                | Nominada  |               |
| 2012 | 49th Grand Bell Awards          | Mejor actor de reparto    | Ryu Seung-ryong            | Nominado  |               |
| 2012 | 33rd Blue Dragon Film Awards    | Mejor actriz              | Im Soo-jung                | Ganadora  | [ 21 ]        |
| 2012 | 33rd Blue Dragon Film Awards    | Mejor actor de reparto    | Ryu Seung-ryong            | Ganador   | [ 21 ]        |
| 2012 | 33rd Blue Dragon Film Awards    | Mejor actor revelación    | Lee Kwang-soo              | Nominado  | [ 21 ]        |
| 2012 | 33rd Blue Dragon Film Awards    | Mejor guion               | Min Kyu-dong, Heo Sung-hye | Nominada  | [ 21 ]        |
| 2012 | 33rd Blue Dragon Film Awards    | Mejor dirección artística | Jeon Kyung-ran             | Nominado  | [ 21 ]        |
| 2012 | 33rd Blue Dragon Film Awards    | Mejor música              | Kim Jun-seong, Lee Jin-hee | Nominados | [ 21 ]        |
| 2012 | 55th Asia-Pacific Film Festival | Mejor actriz              | Im Soo-jung                | Nominada  |               |
| 2012 | Women in Film Korea Awards      | Mejor actriz              | Im Soo-jung                | Ganadora  | [ 22 ] [ 23 ] |
| 2013 | 4th KOFRA Film Awards           | Mejor actor de reparto    | Ryu Seung-ryong            | Ganador   | [ 24 ]        |
| 2013 | 49th Baeksang Arts Awards       | Mejor director            | Min Kyu-dong               | Nominado  | [ 25 ]        |
| 2013 | 49th Baeksang Arts Awards       | Mejor actriz              | Im Soo-jung                | Nominada  | [ 25 ]        |
| 2013 | 49th Baeksang Arts Awards       | Mejor actor de reparto    | Ryu Seung-ryong            | Nominado  | [ 25 ]        |
| 2013 | 49th Baeksang Arts Awards       | Mejor guion               | Min Kyu-dong, Heo Sung-hye | Nominados | [ 25 ]        |